# Piz Cengalo
Piz Cengalo – szczyt w paśmie Bergell w Alpach Retyckich. Leży na granicy między Włochami i Szwajcarią.
Pierwszego wejścia, 25 lipca 1866 r., dokonali D.W. Freshfield i C. Comyns Tucker oraz przewodnik F. Dévouassoud.